# 蔓九节
蔓九节（学名：Psychotria serpens）为茜草科九节属下的一个种。

## 扩展阅读
- 維基物種上的相關：蔓九节